# ダーティ・ママ!
『ダーティ・ママ!』は、2010年7月8日に、秦建日子によって河出書房新社から発行された日本の警察小説である。2011年11月5日に河出文庫より文庫化。2011年12月23日には第2作『ダーティ・ママ、ハリウッドへ行く!』が刊行された。
2012年には、第1作と第2作を原作として、日本テレビでテレビドラマ化された。
シングルマザーで、子連れ刑事の「マルコー」こと丸岡高子が、相棒で刑事見習いの長嶋葵と、高子の1歳の息子・橋蔵を連れて事件解決を目指す、コメ
ディータッチの警察小説である。

## 登場人物
丸岡 高子/マルコー
検挙率ナンバーワンの敏腕刑事。愛称は“マルコー”。1歳になる息子・橋蔵をもつシングルマザーでもあり、公立の保育施設はキャンセル待ちで私立の保育園は費用が高すぎるという理由から、職場や事件現場に橋蔵を連れながら仕事をこなす。ボーナス目当てにどんな地味な事件でも執念深く捜査し、事件解決のためなら違法捜査や拷問、賄賂、情報漏洩など犯罪も厭わない。
長嶋 葵/ラッセル
高子の相棒となる見習い刑事。体育会系でありながら乙女な心をもち、正義感が強い。無茶な捜査に付き合わされたり橋蔵の子守を任されたりするなど高子に振り回されてばかりいる。タックルで犯人を撃退したことから、マルコーに「ラッセル」とあだ名をつけられ、その後同僚たちから「ラッセル」をもじった計7つのあだ名をつけられてしまう。

## テレビドラマ
2012年1月11日から3月14日まで毎週水曜日22:00 - 22:54に、日本テレビ系の「水曜ドラマ」枠で放送された。
主演の永作博美は第1子出産後、初の連続ドラマ主演となった。
キャッチコピーは「シングルマザー、ウソつかない。」。
第7話では、2010年に放送された「黄金の豚-会計検査庁 特別調査課-」の第5話の架空の教育団体のゆるキャラののびのび君が出演していた。

### キャスト

#### 麻布南警察署
丸岡 高子 / マルコー〈41〉
演 - 永作博美
刑事課強行犯係主任、検挙率ナンバーワンを誇る敏腕刑事。諸事情により捜査中も息子の橋蔵を赤いベビーカーに乗せて連れ歩いており、その世話を葵に押し付けている。ベビーカーは装甲車と同じ素材とオフロードをも踏破する大型タイヤを組み込み、さらに多くのギミックを搭載した特注品で、橋蔵を乗せずに武器として使うこともある。
橋蔵を連れて捜査をすることは、検挙率ナンバーワンだからこそ可能な特別待遇だが、同時に「一度でも犯人逮捕に失敗したら免職」という条件を付けられている。
長嶋 葵 / ラッセル〈27〉
演 - 香里奈
交通課から刑事課強行犯係に異動してきた新人刑事。一応マルコーのバディであるはずだが、実際には橋蔵のベビーシッター役を任され刑事として認められていない。鉄板を載せた台を並外れた力で動かし、犯人グループを検挙したことから、マルコーに「ラッセル」というあだ名をつけられる。
佐々木 卓也〈30〉
演 - 上地雄輔
地域課麻布1丁目交番 巡査。葵の彼氏。刑事になる夢があり、先に刑事となった葵に複雑な感情を抱く。姉がおり、姉の子供のお世話をしていたことから葵よりも橋蔵のオムツ替えが得意。
深沢 保〈42〉
演 - 八嶋智人
刑事課強行犯係係長 警部補。高子の行動に頭を悩ませ、他の仲間と円滑に捜査出来るよう配慮する。家庭内暴力を振るう中学生の息子がいる。人を叱るのが苦手で、息子を心配のあまり叱った後に手が震えていた。
大野 道夫〈45〉
演 - 佐藤二朗
刑事課強行犯係班長。
白戸 一郎〈41〉
演 - 安田顕
刑事課強行犯係先任主任。
赤石 平介〈37〉
演 - 野間口徹
刑事課強行犯係 巡査。
原 正春〈35〉
演 - 林泰文
刑事課強行犯係 巡査。
丸岡 橋蔵〈0〉
演 - 池田翼 / 池田慧
マルコーの息子。家庭の事情があり警察署の資料室で暮らし、捜査中は特注のベビーカーに乗せられて現場に同行する。嘘の発言を聞くと「ダー」と言う。「ダー」とはマルコーの元夫、大輔のことを差している。大輔を追い詰めるマルコーを近くで見ていたことで、嘘を言う人間の癖が分かるようになった。この特技はマルコーにとっての切り札である。

#### ガールズバー「百蘭」
ムツミ〈40〉
演 - 加藤虎ノ介
女性の心を持っているガールズバーの店長。高子の良き理解者でもある。凛々とは中国語で会話する。
凛々〈30〉
演 - 福本幸子
中国人の女性ウェイトレス。幼い2人の息子がいるシングルマザー。幼い息子達に美味しいものを沢山食べさせる為に日本に不法滞在している。

#### その他
香山 靖子
演 - かたせ梨乃（第3 - 最終話）
高子の元旦那である大輔の母親。高子を橋蔵の親として認めず、橋蔵を自身の孫として育てようとする。
村上 玲子
演 - 板谷由夏（第6 - 9話）
卓也のサラリーマン時代の先輩。ジャーナリストになるため転職し、念願が叶いグルメ雑誌から「週刊文化」に異動する。

#### ゲスト

##### 第1 - 2話
三宅 誠一
演 - 児嶋一哉（アンジャッシュ）
ワールドマネージャパン代表取締役社長。
冨田 幸代
演 - 西田尚美
ワールドマネージャパン経理課。
冨田 太一
演 - 馬渕誉
幸代の息子。
斉藤
演 - 大河内浩
ワールドマネージャパン顧問弁護士。
ドラッグストア店員
演 - 小栗山晃市（第2話・第4話）

##### 第3話
小塚 茂
演 - 忍成修吾
ユーロスカイフーズ冷凍庫作業員。
吉岡 巻子
演 - 久世星佳
ユーロスカイフーズ専務取締役。

##### 第4話
小谷 一途
演 - 小林正寛
WEBデザイナー、1年間という条件で愛人の奈枝と暮らしている。
小谷 夕実
演 - 市川実和子
フォトグラファー、夫が愛人と暮らしていることを黙認する。過去に妊娠していたが堕胎した為、子供が非常に苦手。
島崎 肇
演 - 高橋努
営業部課長、奈枝の上司。
加藤 奈枝
演 - 前田綾花
派遣社員、一途の愛人。
男性社員
演 - 丸山裕一

##### 第5話
矢沢 信司
演 - 波岡一喜
銀行強盗犯、藤田のクリニックで不妊治療を受けていた。
藤田 たまき
演 - 高橋ひとみ
藤田レディースクリニック院長、不妊治療の専門医。
家庭裁判所の受付
演 - 小林さやか

##### 第6 - 7話
畠山 穰
演 - 桐山照史（第6話）
出張コスプレひざ枕耳かき「HOLLYWOOD」ドライバー。引っ込み思案な性格。
ジェニファー / 小宮山 宏美
演 - 松山愛里（第6話）
出張コスプレひざ枕耳かき「HOLLYWOOD」耳かきガール。
キャメロン / 吉田 加奈
演 - 松田沙紀
出張コスプレひざ枕耳かき「HOLLYWOOD」耳かきガール。
アンジェリーナ / 古屋 敦子
演 - 佐藤仁美
出張コスプレひざ枕耳かき「HOLLYWOOD」耳かきガール。学生時代、ソフトボール部で葵とバッテリーを組んでいた。
津久井 孝
演 - 吉田雄樹
敦子のソフトボールの教え子。明翔高校卒業後、ドラフト1位指名でプロ野球チーム「東京ヘリオス」に入団することが決まっている。
北本 厚司
演 - J'zK（第6話）
銃器密売ブローカー。

##### 第8話
深沢 太郎
演 - 須賀健太
深沢保の息子。思春期を迎え、父親に反抗的な態度を取る。
権田 章二
演 - 高杉亘
「合成麻薬ダブル」密売組織グループのNo.2。

##### 第9話
門田 裕二
演 - 長谷川純
放火常習犯。自分をアーティストだと名乗り、建物に火を点け、炎が燃える様は美しい芸術作品の一点だと話す。

##### 最終話
斉木 道隆
演 - 六平直政
高子の元相棒、先輩刑事。新世界有限公司代表。過去に逮捕した犯人に逆恨みをされ、愛娘のさえを誘拐、殺害された事が在る。高子が橋蔵をベビーカーで連れ回す切っ掛けを作った人物。
多田
演 - 弘中麻紀
家政婦。

### スタッフ
- 原作 - 秦建日子「ダーティ・ママ!」「ダーティ・ママ、ハリウッドへ行く!」（河出書房新社）
- 脚本 - 白木朋子、小林昌、秦建日子
- 音楽 - 菅野祐悟
- 演出 - 南雲聖一、茂山佳則（泉放送制作）、狩山俊輔
- 主題歌 - BONNIE PINK「冷たい雨」[2]（ワーナーミュージック・ジャパン）
- 挿入歌 - JAMOSA feat.ナオト・インティライミ「トリステーザ」[3]（rhythm zone）
- 脚本協力 - 白木朋子（第7話、第9話）、遠山絵梨香（第9話）
- 脚本監修 - 秦建日子（第5話 - 第7話、第9話、最終話）
- 音楽プロデュース - 志田博英
- 美術デザイン - 高野雅裕、渡辺俊太
- OP - 小田一生
- 警察監修 - チーム五社
- 医療監修 - 池添祐大
- アクションディレクター - 諸鍛冶裕太
- シニアチーフクリエイター - 櫨山裕子
- プロデューサー - 西憲彦、内山雅博（オフィスクレッシェンド）
- 制作協力 - オフィスクレッシェンド
- 製作著作 - 日本テレビ

### 放送日程
| 各話                                                           | 放送日        | サブタイトル                                     | 脚本            | 演出     | 視聴率 |
| -------------------------------------------------------------- | ------------- | ------------------------------------------------ | --------------- | -------- | ------ |
| 第1話                                                          | 2012年1月11日 | 最強子連れ刑事登場ルール無視! 情け無用不謹慎捜査 | 白木朋子        | 南雲聖一 | 12.7%  |
| 第2話                                                          | 2012年1月18日 | 正義か悪か? この女取扱注意!                      | 白木朋子        | 南雲聖一 | 14.2%  |
| 第3話                                                          | 2012年1月25日 | 鉄壁のアリバイ! 自白を賭けた女の戦い             | 小林昌          | 茂山佳則 | 10.7%  |
| 第4話                                                          | 2012年2月01日 | 妊娠は女の武器!? 期間限定愛人殺しの謎            | 小林昌          | 南雲聖一 | 09.7%  |
| 第5話                                                          | 2012年2月08日 | 産婦人科立てこもり犯人は不妊治療中!?             | 白木朋子 小林昌 | 茂山佳則 | 12.4%  |
| 第6話                                                          | 2012年2月15日 | 急展開! 葵銃撃!! 耳かきガール連続殺人            | 小林昌          | 狩山俊輔 | 09.6%  |
| 第7話                                                          | 2012年2月22日 | 銃撃の真相…雪舞うグラウンド涙の対決              | 小林昌          | 南雲聖一 | 07.5%  |
| 第8話                                                          | 2012年2月29日 | 愛と絆の卵投げ                                   | 秦建日子        | 狩山俊輔 | 08.7%  |
| 第9話                                                          | 2012年3月07日 | 子連れ刑事免職危機…さよなら、橋蔵                | 小林昌          | 茂山佳則 | 08.9%  |
| 最終話                                                         | 2012年3月14日 | 橋蔵奪還! 子連れ刑事最後の戦い!!                 | 小林昌 白木朋子 | 南雲聖一 | 10.3%  |
| 平均視聴率 10.5%（視聴率はビデオリサーチ調べ、関東地区・世帯） |               |                                                  |                 |          |        |

| 日本テレビ系 水曜ドラマ                    | 日本テレビ系 水曜ドラマ                     | 日本テレビ系 水曜ドラマ                         |
| 前番組                                     | 番組名                                      | 次番組                                          |
| ------------------------------------------ | ------------------------------------------- | ----------------------------------------------- |
| 家政婦のミタ （2011年10月12日 - 12月21日） | ダーティ・ママ! （2012年1月11日 - 3月14日） | クレオパトラな女たち （2012年4月18日 - 6月6日） |